# Bir ad-Dam
Bir ad-Dam (arab. بئر الدم) – wieś w Syrii, w muhafazie Aleppo, w dystrykcie Ajn al-Arab. W 2004 roku liczyła 889 mieszkańców.